# Seznam avstrijskih hokejistov na ledu
Seznam avstrijskih hokejistov na ledu.

## A
- Thomas Auer

## B
- Stefan Bacher
- Herbert Brück
- Walter Brück
- Bernd Brückler

## D
- Friedrich Demmer
- Raimund Divis

## E
- Hans Ertl

## G
- Fritz Ganster
- Martin Grabher-Meier
- Michael Grabner

## H
- Gregor Hager
- Christoph Harand
- Patrick Harand
- Philippe Horsky

## K
- Dieter Kalt
- Roland Kaspitz
- Sven Klimbacher
- Thomas Koch

## L
- Philippe Lakos
- Andre Lakos
- Robert Lukas

## M
- Patrick Machreich

## P
- Marcus Peintner
- Jürgen Penker
- Philipp Pinter
- Thomas Pöck

## R
- Gerald Ressmann

## S
- Mario Schaden
- Oliver Setzinger
- Michael Stewart

## T
- Matthias Trattnig

## U
- Martin Ulrich
- Gerhard Unterluggauer

## V
- Emanuel Viverios

## W
- Daniel Welser

## Z
- Marco Zorec